# Wolfenstein: Youngblood
Wolfenstein: Youngblood ist ein Computerspiel der Gattung Ego-Shooter, der von MachineGames und Arkane Studios entwickelt und von Bethesda Softworks veröffentlicht wurde. Es ist ein Spin-off der Wolfenstein-Reihe, die in einem Alternativweltszenario spielt, in dem die Nazis den Zweiten Weltkrieg gewonnen haben. Das Spiel wurde im Juli 2019 für Microsoft Windows, Nintendo Switch, PlayStation 4 und Xbox One und im November 2019 für die Cloud-Gaming-Plattform Google Stadia veröffentlicht.

## Handlung
Zwanzig Jahre nach Wolfenstein II: The New Colossus sind die Vereinigten Staaten und ein Großteil der Welt von der Kontrolle der Nazis befreit und B.J. Blazkowicz und seine Frau Anya können ihre Zwillingstöchter Jessie und Zofia großziehen und ihnen beibringen, sich zu verteidigen.
1980 verschwindet Blazkowicz auf mysteriöse Weise spurlos. Jessie, Zofia und ihre Freundin Abby, Grace Walkers Tochter, entdecken auf dem Dachboden ein verstecktes Zimmer mit einer Karte, auf der angegeben ist, dass Blazkowicz in das von den Nazis besetzte Neu-Paris gereist ist, um den französischen Widerstand zu treffen. In dem Glauben, dass die amerikanischen Behörden Blazkowicz nicht nach Nazi-Frankreich folgen werden, stehlen die Mädchen einen FBI-Hubschrauber und ein Paar motorgetriebene Rüstungen und fliegen nach Frankreich.
In Frankreich treffen die Mädchen Juju, die Anführerin des Widerstands, die bestätigt, dass sie Blazkowicz getroffen hat. Allerdings weiß sie nicht, wo er sich gerade befindet und die beiden Zwillingen suchen nach weiteren Hinweisen. Sie entdecken, dass Blazkowicz versucht, einen Weg in ein geheimes Nazi-Versteck namens Lab X zu finden. Um Zugang zu Lab X zu erhalten, beschließen die Mädchen, dem Widerstand zu helfen und starten eine Hacker-Mission.
Als Abby die Daten auf den Computern überprüft, stellt sie fest, dass Juju eine Nazi-Agentin und ihr Partner General Lothar der Befehlshaber der Nazi-Truppen in Neu-Paris ist. Die Mädchen geben vor, Jujus vergifteten Wein zu trinken und Lothar erzählt von seinen Plänen, ein Viertes Reich zu errichten. Als die Mädchen erwachen, folgt ein Kampf, bei dem Lothar und Juju entkommen können, während Abby in ihr linkes Auge gestochen wird. Abby hilft Jessie und Zofia, Lab X zu finden. Sie erklärt dabei auch, dass die NS-Führung versucht habe, Lothar zu töten, weil er ihren Befehlen nicht Folge geleistet habe.
Jessie und Zofia schaffen es in Lab X und gelangen zu der tiefsten Ebene, wo sie Blazkowicz lebendig und gesund vorfinden. Er gesteht ihnen, dass er, nachdem er Hitler in den 1960er-Jahren getötet hat, versehentlich ein Weltuntergangsgerät aktiviert hat, das die Erde schließlich unbewohnbar machen wird. Er reiste daher nach Lab X, um einen Weg zu finden, um das Weltuntergangsgerät zu stoppen. Dort erfuhr er von der Existenz mehrerer Paralleluniversen und erblickte eines, in der die Nazis den Zweiten Weltkrieg verloren hatten. Anschließend verwendet er ein Da’at Yichud-Artefakt, um Jessies und Zofias angetriebene Rüstungsanzüge zu verbessern und weist sie an, Lothar nachzufolgen.
In der Zwischenzeit erobert Lothar sein altes Hauptquartier zurück und befiehlt seinen Verbündeten in Berlin, einen Putsch gegen die derzeitige Regierung durchzuführen. Jessie und Zofia konfrontieren daraufhin Juju und Lothar und töten beide. Danach treffen Anya und Grace ein. Als Blazkowicz, Anya und Grace die Bedrohung durch das Vierte Reich erkennen, beschließen sie, alle ihre Verbündeten auf der ganzen Welt zum Kampf gegen das Vierte Reich aufzurufen. Jessie, Zofia und Abby beschließen, in Paris zu bleiben, um sich gegen den unvermeidlichen Gegenangriff des Vierten Reichs zu verteidigen.

## Spielprinzip
Im Spiel übernimmt der Spieler die Kontrolle über Jessie oder Zofia Blazkowicz aus der Egoperspektive. Ein optionaler kooperativer Mehrspielermodus ist neben dem Einzelspielermodus im Spiel enthalten. Die Spieler können hierbei die Kampagne mit einem anderen Mitspielern spielen. Missionen können in einer nicht linearen Reihenfolge abgeschlossen werden und die Spieler können im Laufe des Spiels neue Ausrüstung und Fähigkeiten freischalten.

## Entwicklung und Veröffentlichung
Bethesda kündigte das Spiel erstmals auf der Electronic Entertainment Expo (E3) 2018 an. Das Spiel wurde von dem Entwicklerstudio MachineGames, das die Entwicklung der neu gestarteten Wolfenstein-Serie leitete sowie von Arkane Studios in Lyon, das zuvor die Entwicklung die Dishonored-Serie betreute, entwickelt. Die Deluxe Edition des Spiels enthält einen Buddy Pass, der einem Spieler geschenkt werden kann, der das Spiel nicht selbst besitzt, aber trotzdem in derselben Spielsitzung des Besitzers der Deluxe Edition spielen kann.
Wolfenstein: Youngblood erschien am 25. Juli 2019 für Microsoft Windows (über die Vertriebsplattformen Steam und Bethesda Store). Die Konsolenversionen für die Nintendo Switch, PlayStation 4 und Xbox One wurden einen Tag später veröffentlicht. In Deutschland erschien kurze Zeit später auch die internationale Version, in der Hakenkreuze und andere verfassungswidrige Symbole aufgrund der Kunstfreiheit dargestellt werden dürfen. Damit ist es das erste Spiel der Wolfenstein-Reihe, in dem diese Symbole nicht unkenntlich gemacht werden müssen. Die Entwicklung der Switch-Version wurde an Panic Button ausgelagert. Obwohl die Switch-Version eine Standard- und eine Deluxe Edition erhalten hat, kann das Spiel nicht als physikalischer Datenträger gekauft werden und wird stattdessen als ein Download-Code angeboten, der im Nintendo eShop eingelöst werden kann. Mit dem Release der Cloud-Gaming-Plattform Google Stadia am 19. November 2019 erschien auch Wolfenstein: Youngblood für diese Plattform.

## Rezeption

### Kritiken
Wolfenstein: Youngblood erhielt laut Metacritic gemischte Bewertungen.
Gelobt wurde vor allem die Fortführung des Vorgängers, die Musik und das Voice Acting, das Leveldesign und die herausfordernden und actionreichen Gefechtsbegegnungen und Gunplay mit leichten Rollenspiel-Elementen. Kritisiert wurden hingegen Performance-Probleme, die Vernachlässigung der Handlung und sich wiederholende Nebenaufgaben, die das Spiel strecken und wenig Innovationen bieten. Die GameStar bezeichnet das Spiel als schwächsten Teil der Reihe.

### Verkaufszahlen
Wolfenstein: Youngblood wurde innerhalb von drei Tagen nach seiner Veröffentlichung hinter Fire Emblem: Three Houses zum zweitbesten verkauften Einzelhandelsspiel in Großbritannien. In Japan wurden während der ersten Verkaufswoche ungefähr 2.740 physische Einheiten für die PlayStation 4 verkauft, wodurch es die physische Version des Spiels zum meistverkauften Spiel in Japan für den Zeitraum schaffte.